# Världsmästerskapet i fotboll för damer 2019
Världsmästerskapet i fotboll för damer 2019 var det åttonde världsmästerskapet i fotboll för damer och pågick mellan 7 juni och 7 juli. Turneringen var förlagd till Frankrike, vilket meddelades av Sepp Blatter den 19 mars 2015. Det är det första världsmästerskapet för damer där videodomarsystem används. Turneringen vanns av USA som i finalen besegrade Nederländerna med 2–0.
När USA under gruppspelet besegrade Thailand med 13–0 blev det den största segermarginalen hittills i fotbolls-VM för damer.

## Kandidater
Den 6 mars 2014 inledde Fifa processen för att utse värdland för världsmästerskapet i fotboll för damer 2019. Intresserade nationer skulle anmäla intresse för att få arrangera turneringen senast den 15 april 2014, och lämna in en fullständig ansökan senast den 31 oktober 2014. Fifa utsåg värdland i mars 2015. Fifa önskade att det land som ansöker om världsmästerskapet också bör vara beredd att arrangera U20-VM för damer år 2018, men Fifa reserverade sig rätten att dela ut de båda turneringarna till olika värdländer "om omständigheterna kräver det".
Två länder, Frankrike och Sydkorea, ansökte om att få arrangera VM, genom att skicka in sina ansökningar före den 31 oktober 2014. Före den 15 april anmälde ytterligare tre länder intresse för att arrangera turneringen, England, Nya Zeeland och Sydafrika, men gick inte vidare med slutliga ansökningar.

## Kvalificerade lag
| Lag           | Kvalificerad som                       | Datum            | Mästerskap | Bästa placering                    | Ranking |
| ------------- | -------------------------------------- | ---------------- | ---------- | ---------------------------------- | ------- |
| Frankrike     | Värdland                               | 19 mars 2015     | 4:e        | Fyra (2011)                        | 4       |
| Kina          | Asiatiska mästerskapet 2018, semifinal | 9 april 2018     | 7:e        | (1999)                             | 16      |
| Thailand      | Asiatiska mästerskapet 2018, semifinal | 12 april 2018    | 2:a        | Gruppspel (2015)                   | 34      |
| Australien    | Asiatiska mästerskapet 2018, semifinal | 13 april 2018    | 7:e        | Kvartsfinal (2007, 2011, 2015)     | 6       |
| Japan         | Asiatiska mästerskapet 2018, semifinal | 13 april 2018    | 8:e        | (2011)                             | 7       |
| Sydkorea      | Asiatiska mästerskapet 2018, femma     | 16 april 2018    | 3:e        | Åttondelsfinal (2015)              | 14      |
| Brasilien     | Copa América Femenina 2018, vinnare    | 19 april 2018    | 8:e        | (2007)                             | 10      |
| Chile         | Copa América Femenina 2018, tvåa       | 22 april 2018    | 1:a        | Debut                              | 39      |
| Spanien       | Europa – kvalgrupp 7, vinnare          | 8 juni 2018      | 2:a        | Gruppspel (2015)                   | 13      |
| Italien       | Europa – kvalgrupp 6, vinnare          | 8 juni 2018      | 3:e        | Kvartsfinal (1991)                 | 15      |
| England       | Europa – kvalgrupp 1, vinnare          | 31 augusti 2018  | 5:e        | (2015)                             | 3       |
| Skottland     | Europa – kvalgrupp 2, vinnare          | 4 september 2018 | 1:a        | Debut                              | 20      |
| Norge         | Europa – kvalgrupp 3, vinnare          | 4 september 2018 | 8:e        | (1995)                             | 12      |
| Sverige       | Europa – kvalgrupp 4, vinnare          | 4 september 2018 | 8:e        | (2003)                             | 9       |
| Tyskland      | Europa – kvalgrupp 5, vinnare          | 4 september 2018 | 8:e        | (2003, 2007)                       | 2       |
| USA           | Concacaf Women's Championship, vinnare | 14 oktober 2018  | 8:e        | (1991, 1999, 2015)                 | 1       |
| Kanada        | Concacaf Women's Championship, tvåa    | 14 oktober 2018  | 7:e        | Fyra (2003)                        | 5       |
| Jamaica       | Concacaf Women's Championship, trea    | 17 oktober 2018  | 1:a        | Debut                              | 53      |
| Nederländerna | Europa – playoff, vinnare              | 13 november 2018 | 2:a        | Åttondelsfinal (2015)              | 8       |
| Argentina     | Playoff Concacaf–Conmebol, vinnare     | 13 november 2018 | 3:e        | Gruppspel (2003, 2007)             | 37      |
| Nigeria       | Afrikanska mästerskapet, vinnare       | 27 november 2018 | 8:e        | Kvartsfinal (1999)                 | 38      |
| Sydafrika     | Afrikanska mästerskapet, tvåa          | 27 november 2018 | 1:a        | Debut                              | 49      |
| Kamerun       | Afrikanska mästerskapet, trea          | 30 november 2018 | 2:a        | Åttondelsfinal (2015)              | 46      |
| Nya Zeeland   | Oceaniska mästerskapet, vinnare        | 1 december 2018  | 5:e        | Gruppspel (1991, 2007, 2011, 2015) | 19      |

## Spelorter
Turneringens matcher spelas på arenor i nio städer. Dessa städer är Grenoble, Le Havre, Lyon, Nice, Montpellier, Paris, Reims, Rennes och Valenciennes.
| Lyon                                    | Paris                                                                                          | Nice                                                                                           | Montpellier                                                                                    |                                                                                                |
| --------------------------------------- | ---------------------------------------------------------------------------------------------- | ---------------------------------------------------------------------------------------------- | ---------------------------------------------------------------------------------------------- | ---------------------------------------------------------------------------------------------- |
| Parc Olympique Lyonnais (Stade de Lyon) | Parc des Princes                                                                               | Allianz Riviera (Stade de Nice)                                                                | Stade de la Mosson                                                                             |                                                                                                |
| Capacity: 59 186                        | Capacity: 48 583                                                                               | Capacity: 35 624                                                                               | Capacity: 32 900                                                                               |                                                                                                |
|                                         |                                                                                                |                                                                                                |                                                                                                |                                                                                                |
| Rennes                                  | · Lyon Grenoble Le Havre Montpellier Nice Paris Reims Rennes Valenciennes Karta över Frankrike | · Lyon Grenoble Le Havre Montpellier Nice Paris Reims Rennes Valenciennes Karta över Frankrike | · Lyon Grenoble Le Havre Montpellier Nice Paris Reims Rennes Valenciennes Karta över Frankrike | · Lyon Grenoble Le Havre Montpellier Nice Paris Reims Rennes Valenciennes Karta över Frankrike |
| Roazhon Park                            | · Lyon Grenoble Le Havre Montpellier Nice Paris Reims Rennes Valenciennes Karta över Frankrike | · Lyon Grenoble Le Havre Montpellier Nice Paris Reims Rennes Valenciennes Karta över Frankrike | · Lyon Grenoble Le Havre Montpellier Nice Paris Reims Rennes Valenciennes Karta över Frankrike | · Lyon Grenoble Le Havre Montpellier Nice Paris Reims Rennes Valenciennes Karta över Frankrike |
| Capacity: 29 164                        | · Lyon Grenoble Le Havre Montpellier Nice Paris Reims Rennes Valenciennes Karta över Frankrike | · Lyon Grenoble Le Havre Montpellier Nice Paris Reims Rennes Valenciennes Karta över Frankrike | · Lyon Grenoble Le Havre Montpellier Nice Paris Reims Rennes Valenciennes Karta över Frankrike | · Lyon Grenoble Le Havre Montpellier Nice Paris Reims Rennes Valenciennes Karta över Frankrike |
|                                         | · Lyon Grenoble Le Havre Montpellier Nice Paris Reims Rennes Valenciennes Karta över Frankrike | · Lyon Grenoble Le Havre Montpellier Nice Paris Reims Rennes Valenciennes Karta över Frankrike | · Lyon Grenoble Le Havre Montpellier Nice Paris Reims Rennes Valenciennes Karta över Frankrike | · Lyon Grenoble Le Havre Montpellier Nice Paris Reims Rennes Valenciennes Karta över Frankrike |
| Le Havre                                | Valenciennes                                                                                   | Reims                                                                                          | Grenoble                                                                                       |                                                                                                |
| Stade Océane                            | Stade du Hainaut                                                                               | Stade Auguste-Delaune                                                                          | Stade des Alpes                                                                                |                                                                                                |
| Capacity: 25 178                        | Capacity: 25 172                                                                               | Capacity: 21 127                                                                               | Capacity: 20 068                                                                               |                                                                                                |
|                                         |                                                                                                |                                                                                                |                                                                                                |                                                                                                |

## Gruppspel

### Kvalificering från gruppspelet
Rankningen av lagen i gruppspelet bestäms enligt följande:
1. Poäng i alla gruppmatcher (3 poäng för vinst, 1 för oavgjort, 0 poäng för förlust;
2. Målskillnad i alla gruppmatcher;
3. Gjorda mål i alla gruppmatcher;
4. Poäng i matcherna mellan likaplacerade lag;
5. Målskillnad i matcherna mellan likaplacerade lag;
6. Gjorda mål i matcherna mellan likaplacerade lag;
7. Fair play-poäng (minst antal gula och röda kort);
8. Lottdragning

Gruppspelet avgörs från 7 till 20 juni.

### Grupp A
| Nr | Lag       | S | V | O | F | GM | IM | MS | P |
| -- | --------- | - | - | - | - | -- | -- | -- | - |
| 1  | Frankrike | 3 | 3 | 0 | 0 | 7  | 1  | +6 | 9 |
| 2  | Norge     | 3 | 2 | 0 | 1 | 6  | 3  | +3 | 6 |
| 3  | Nigeria   | 3 | 1 | 0 | 2 | 2  | 4  | −2 | 3 |
| 4  | Sydkorea  | 3 | 0 | 0 | 3 | 1  | 8  | −7 | 0 |

| 1           | 7 juni 2019 | Frankrike                                                        | 4 – 0           | Sydkorea | Parc des Princes                                         |                                                          |
| 21:00 UTC+2 | 21:00 UTC+2 | Eugénie Le Sommer 9′ Wendie Renard 35′, 45+2′ Amandine Henry 85′ | (3 – 0) Rapport |          | Paris Publik: 45 261 Domare: Claudia Umpiérrez (Uruguay) | Paris Publik: 45 261 Domare: Claudia Umpiérrez (Uruguay) |
| 21:00 UTC+2 | 21:00 UTC+2 |                                                                  |                 |          | Paris Publik: 45 261 Domare: Claudia Umpiérrez (Uruguay) | Paris Publik: 45 261 Domare: Claudia Umpiérrez (Uruguay) |
| 21:00 UTC+2 | 21:00 UTC+2 |                                                                  |                 |          | Paris Publik: 45 261 Domare: Claudia Umpiérrez (Uruguay) | Paris Publik: 45 261 Domare: Claudia Umpiérrez (Uruguay) |

| 2           | 8 juni 2019 | Norge                                                                    | 3 – 0           | Nigeria | Stade Auguste-Delaune                                   |                                                         |
| 21:00 UTC+2 | 21:00 UTC+2 | Guro Reiten 17′ Lisa-Marie Karlseng Utland 34′ Osinachi Ohale 37′ (sjm.) | (3 – 0) Rapport |         | Reims Publik: 11 058 Domare: Kate Jacewicz (Australien) | Reims Publik: 11 058 Domare: Kate Jacewicz (Australien) |
| 21:00 UTC+2 | 21:00 UTC+2 |                                                                          |                 |         | Reims Publik: 11 058 Domare: Kate Jacewicz (Australien) | Reims Publik: 11 058 Domare: Kate Jacewicz (Australien) |
| 21:00 UTC+2 | 21:00 UTC+2 |                                                                          |                 |         | Reims Publik: 11 058 Domare: Kate Jacewicz (Australien) | Reims Publik: 11 058 Domare: Kate Jacewicz (Australien) |

| 14          | 12 juni 2019 | Nigeria                                   | 2 – 0           | Sydkorea | Stade des Alpes                                                   |                                                                   |
| 15:00 UTC+2 | 15:00 UTC+2  | Kim Do-yeon 29′ (sjm.) Asisat Oshoala 75′ | (1 – 0) Rapport |          | Grenoble Publik: 11 252 Domare: Anastasia Pustovoitova (Ryssland) | Grenoble Publik: 11 252 Domare: Anastasia Pustovoitova (Ryssland) |
| 15:00 UTC+2 | 15:00 UTC+2  |                                           |                 |          | Grenoble Publik: 11 252 Domare: Anastasia Pustovoitova (Ryssland) | Grenoble Publik: 11 252 Domare: Anastasia Pustovoitova (Ryssland) |
| 15:00 UTC+2 | 15:00 UTC+2  |                                           |                 |          | Grenoble Publik: 11 252 Domare: Anastasia Pustovoitova (Ryssland) | Grenoble Publik: 11 252 Domare: Anastasia Pustovoitova (Ryssland) |

| 13          | 12 juni 2019 | Frankrike                                       | 2 – 1           | Norge                    | Allianz Riviera                                          |                                                          |
| 21:00 UTC+2 | 21:00 UTC+2  | Valérie Gauvin 46′ Eugénie Le Sommer 72′ (str.) | (0 – 0) Rapport | 54′ (sjm.) Wendie Renard | Nice Publik: 34 872 Domare: Bibiana Steinhaus (Tyskland) | Nice Publik: 34 872 Domare: Bibiana Steinhaus (Tyskland) |
| 21:00 UTC+2 | 21:00 UTC+2  |                                                 |                 |                          | Nice Publik: 34 872 Domare: Bibiana Steinhaus (Tyskland) | Nice Publik: 34 872 Domare: Bibiana Steinhaus (Tyskland) |
| 21:00 UTC+2 | 21:00 UTC+2  |                                                 |                 |                          | Nice Publik: 34 872 Domare: Bibiana Steinhaus (Tyskland) | Nice Publik: 34 872 Domare: Bibiana Steinhaus (Tyskland) |

| 25          | 17 juni 2019 | Nigeria | 0 – 1           | Frankrike                | Roazhon Park                                            |                                                         |
| 21:00 UTC+2 | 21:00 UTC+2  |         | (0 – 0) Rapport | 79′ (str.) Wendie Renard | Rennes Publik: 28 267 Domare: Melissa Borjas (Honduras) | Rennes Publik: 28 267 Domare: Melissa Borjas (Honduras) |
| 21:00 UTC+2 | 21:00 UTC+2  |         |                 |                          | Rennes Publik: 28 267 Domare: Melissa Borjas (Honduras) | Rennes Publik: 28 267 Domare: Melissa Borjas (Honduras) |
| 21:00 UTC+2 | 21:00 UTC+2  |         |                 |                          | Rennes Publik: 28 267 Domare: Melissa Borjas (Honduras) | Rennes Publik: 28 267 Domare: Melissa Borjas (Honduras) |

| 26          | 17 juni 2019 | Sydkorea       | 1 – 2           | Norge                                                         | Stade Auguste-Delaune                                       |                                                             |
| 21:00 UTC+2 | 21:00 UTC+2  | Yeo Min-ji 78′ | (0 – 1) Rapport | 4′ (str.) Caroline Graham Hansen 50′ (str.) Isabell Herlovsen | Reims Publik: 13 034 Domare: Marie-Soleil Beaudoin (Kanada) | Reims Publik: 13 034 Domare: Marie-Soleil Beaudoin (Kanada) |
| 21:00 UTC+2 | 21:00 UTC+2  |                |                 |                                                               | Reims Publik: 13 034 Domare: Marie-Soleil Beaudoin (Kanada) | Reims Publik: 13 034 Domare: Marie-Soleil Beaudoin (Kanada) |
| 21:00 UTC+2 | 21:00 UTC+2  |                |                 |                                                               | Reims Publik: 13 034 Domare: Marie-Soleil Beaudoin (Kanada) | Reims Publik: 13 034 Domare: Marie-Soleil Beaudoin (Kanada) |

### Grupp B
| Nr | Lag       | S | V | O | F | GM | IM | MS | P |
| -- | --------- | - | - | - | - | -- | -- | -- | - |
| 1  | Tyskland  | 3 | 3 | 0 | 0 | 6  | 0  | +6 | 9 |
| 2  | Spanien   | 3 | 1 | 1 | 1 | 3  | 2  | +1 | 4 |
| 3  | Kina      | 3 | 1 | 1 | 1 | 1  | 1  | 0  | 4 |
| 4  | Sydafrika | 3 | 0 | 0 | 3 | 1  | 8  | −7 | 0 |

| 3           | 8 juni 2019 | Tyskland         | 1 – 0           | Kina | Roazhon Park                                                 |                                                              |
| 15:00 UTC+2 | 15:00 UTC+2 | Giulia Gwinn 66′ | (0 – 0) Rapport |      | Rennes Publik: 15 283 Domare: Marie-Soleil Beaudoin (Kanada) | Rennes Publik: 15 283 Domare: Marie-Soleil Beaudoin (Kanada) |
| 15:00 UTC+2 | 15:00 UTC+2 |                  |                 |      | Rennes Publik: 15 283 Domare: Marie-Soleil Beaudoin (Kanada) | Rennes Publik: 15 283 Domare: Marie-Soleil Beaudoin (Kanada) |
| 15:00 UTC+2 | 15:00 UTC+2 |                  |                 |      | Rennes Publik: 15 283 Domare: Marie-Soleil Beaudoin (Kanada) | Rennes Publik: 15 283 Domare: Marie-Soleil Beaudoin (Kanada) |

| 4           | 8 juni 2019 | Spanien                                                  | 3 – 1           | Sydafrika           | Stade Océane                                           |                                                        |
| 18:00 UTC+2 | 18:00 UTC+2 | Jennifer Hermoso 69′ (str.), 82′ (str.) Lucía García 89′ | (0 – 1) Rapport | 25′ Thembi Kgatlana | Le Havre Publik: 12 044 Domare: María Carvajal (Chile) | Le Havre Publik: 12 044 Domare: María Carvajal (Chile) |
| 18:00 UTC+2 | 18:00 UTC+2 |                                                          |                 |                     | Le Havre Publik: 12 044 Domare: María Carvajal (Chile) | Le Havre Publik: 12 044 Domare: María Carvajal (Chile) |
| 18:00 UTC+2 | 18:00 UTC+2 |                                                          |                 |                     | Le Havre Publik: 12 044 Domare: María Carvajal (Chile) | Le Havre Publik: 12 044 Domare: María Carvajal (Chile) |

| 15          | 12 juni 2019 | Tyskland         | 1 – 0           | Spanien | Stade du Hainaut                                              |                                                               |
| 18:00 UTC+2 | 18:00 UTC+2  | Sara Däbritz 42′ | (1 – 0) Rapport |         | Valenciennes Publik: 20 761 Domare: Kateryna Monzul (Ukraina) | Valenciennes Publik: 20 761 Domare: Kateryna Monzul (Ukraina) |
| 18:00 UTC+2 | 18:00 UTC+2  |                  |                 |         | Valenciennes Publik: 20 761 Domare: Kateryna Monzul (Ukraina) | Valenciennes Publik: 20 761 Domare: Kateryna Monzul (Ukraina) |
| 18:00 UTC+2 | 18:00 UTC+2  |                  |                 |         | Valenciennes Publik: 20 761 Domare: Kateryna Monzul (Ukraina) | Valenciennes Publik: 20 761 Domare: Kateryna Monzul (Ukraina) |

| 16          | 13 juni 2019 | Sydafrika | 0 – 1           | Kina        | Parc des Princes                                      |                                                       |
| 21:00 UTC+2 | 21:00 UTC+2  |           | (0 – 1) Rapport | 40′ Li Ying | Paris Publik: 20 011 Domare: Katalin Kulcsár (Ungern) | Paris Publik: 20 011 Domare: Katalin Kulcsár (Ungern) |
| 21:00 UTC+2 | 21:00 UTC+2  |           |                 |             | Paris Publik: 20 011 Domare: Katalin Kulcsár (Ungern) | Paris Publik: 20 011 Domare: Katalin Kulcsár (Ungern) |
| 21:00 UTC+2 | 21:00 UTC+2  |           |                 |             | Paris Publik: 20 011 Domare: Katalin Kulcsár (Ungern) | Paris Publik: 20 011 Domare: Katalin Kulcsár (Ungern) |

| 27          | 17 juni 2019 | Sydafrika | 0 – 4           | Tyskland                                                                | Stade de la Mosson                                        |                                                           |
| 18:00 UTC+2 | 18:00 UTC+2  |           | (0 – 3) Rapport | 14′ Melanie Leupolz 29′ Sara Däbritz 40′ Alexandra Popp 58′ Lina Magull | Montpellier Publik: 15 502 Domare: Sandra Braz (Portugal) | Montpellier Publik: 15 502 Domare: Sandra Braz (Portugal) |
| 18:00 UTC+2 | 18:00 UTC+2  |           |                 |                                                                         | Montpellier Publik: 15 502 Domare: Sandra Braz (Portugal) | Montpellier Publik: 15 502 Domare: Sandra Braz (Portugal) |
| 18:00 UTC+2 | 18:00 UTC+2  |           |                 |                                                                         | Montpellier Publik: 15 502 Domare: Sandra Braz (Portugal) | Montpellier Publik: 15 502 Domare: Sandra Braz (Portugal) |

| 28          | 17 juni 2019 | Kina | 0 – 0   | Spanien | Stade Océane                                                    |                                                                 |
| 18:00 UTC+2 | 18:00 UTC+2  |      | Rapport |         | Le Havre Publik: 11 814 Domare: Edina Alves Batista (Brasilien) | Le Havre Publik: 11 814 Domare: Edina Alves Batista (Brasilien) |
| 18:00 UTC+2 | 18:00 UTC+2  |      |         |         | Le Havre Publik: 11 814 Domare: Edina Alves Batista (Brasilien) | Le Havre Publik: 11 814 Domare: Edina Alves Batista (Brasilien) |
| 18:00 UTC+2 | 18:00 UTC+2  |      |         |         | Le Havre Publik: 11 814 Domare: Edina Alves Batista (Brasilien) | Le Havre Publik: 11 814 Domare: Edina Alves Batista (Brasilien) |

### Grupp C
| Nr | Lag        | S | V | O | F | GM | IM | MS  | P |
| -- | ---------- | - | - | - | - | -- | -- | --- | - |
| 1  | Italien    | 3 | 2 | 0 | 1 | 7  | 2  | +5  | 6 |
| 2  | Australien | 3 | 2 | 0 | 1 | 8  | 5  | +3  | 6 |
| 3  | Brasilien  | 3 | 2 | 0 | 1 | 6  | 3  | +3  | 6 |
| 4  | Jamaica    | 3 | 0 | 0 | 3 | 1  | 12 | −11 | 0 |

| 5           | 9 juni 2019 | Australien   | 1 – 2           | Italien                     | Stade du Hainaut                                              |                                                               |
| 13:00 UTC+2 | 13:00 UTC+2 | Sam Kerr 22′ | (1 – 0) Rapport | 56′, 90+5′ Barbara Bonansea | Valenciennes Publik: 15 380 Domare: Melissa Borjas (Honduras) | Valenciennes Publik: 15 380 Domare: Melissa Borjas (Honduras) |
| 13:00 UTC+2 | 13:00 UTC+2 |              |                 |                             | Valenciennes Publik: 15 380 Domare: Melissa Borjas (Honduras) | Valenciennes Publik: 15 380 Domare: Melissa Borjas (Honduras) |
| 13:00 UTC+2 | 13:00 UTC+2 |              |                 |                             | Valenciennes Publik: 15 380 Domare: Melissa Borjas (Honduras) | Valenciennes Publik: 15 380 Domare: Melissa Borjas (Honduras) |

| 6           | 9 juni 2019 | Brasilien               | 3 – 0           | Jamaica | Stade des Alpes                                         |                                                         |
| 15:30 UTC+2 | 15:30 UTC+2 | Cristiane 15′, 50′, 64′ | (1 – 0) Rapport |         | Grenoble Publik: 17 668 Domare: Riem Hussein (Tyskland) | Grenoble Publik: 17 668 Domare: Riem Hussein (Tyskland) |
| 15:30 UTC+2 | 15:30 UTC+2 |                         |                 |         | Grenoble Publik: 17 668 Domare: Riem Hussein (Tyskland) | Grenoble Publik: 17 668 Domare: Riem Hussein (Tyskland) |
| 15:30 UTC+2 | 15:30 UTC+2 |                         |                 |         | Grenoble Publik: 17 668 Domare: Riem Hussein (Tyskland) | Grenoble Publik: 17 668 Domare: Riem Hussein (Tyskland) |

| 17          | 13 juni 2019 | Australien                                              | 3 – 2           | Brasilien                      | Stade de la Mosson                                          |                                                             |
| 18:00 UTC+2 | 18:00 UTC+2  | Caitlin Foord 45+1′ Chloe Logarzo 58′ Mônica 66′ (sjm.) | (1 – 2) Rapport | 27′ (str.) Marta 38′ Cristiane | Montpellier Publik: 17 032 Domare: Esther Staubli (Schweiz) | Montpellier Publik: 17 032 Domare: Esther Staubli (Schweiz) |
| 18:00 UTC+2 | 18:00 UTC+2  |                                                         |                 |                                | Montpellier Publik: 17 032 Domare: Esther Staubli (Schweiz) | Montpellier Publik: 17 032 Domare: Esther Staubli (Schweiz) |
| 18:00 UTC+2 | 18:00 UTC+2  |                                                         |                 |                                | Montpellier Publik: 17 032 Domare: Esther Staubli (Schweiz) | Montpellier Publik: 17 032 Domare: Esther Staubli (Schweiz) |

| 18          | 14 juni 2019 | Jamaica | 0 – 5           | Italien                                                      | Stade Auguste-Delaune                                          |                                                                |
| 18:00 UTC+2 | 18:00 UTC+2  |         | (0 – 2) Rapport | 12′ (str.), 25′, 46′ Cristiana Girelli 71′, 81′ Aurora Galli | Reims Publik: 12 016 Domare: Anna-Marie Keighley (Nya Zeeland) | Reims Publik: 12 016 Domare: Anna-Marie Keighley (Nya Zeeland) |
| 18:00 UTC+2 | 18:00 UTC+2  |         |                 |                                                              | Reims Publik: 12 016 Domare: Anna-Marie Keighley (Nya Zeeland) | Reims Publik: 12 016 Domare: Anna-Marie Keighley (Nya Zeeland) |
| 18:00 UTC+2 | 18:00 UTC+2  |         |                 |                                                              | Reims Publik: 12 016 Domare: Anna-Marie Keighley (Nya Zeeland) | Reims Publik: 12 016 Domare: Anna-Marie Keighley (Nya Zeeland) |

| 29          | 18 juni 2019 | Jamaica           | 1 – 4           | Australien                  | Stade des Alpes                                          |                                                          |
| 21:00 UTC+2 | 21:00 UTC+2  | Havana Solaun 49′ | (0 – 2) Rapport | 11′, 42′, 69′, 83′ Sam Kerr | Grenoble Publik: 17 402 Domare: Katalin Kulcsár (Ungern) | Grenoble Publik: 17 402 Domare: Katalin Kulcsár (Ungern) |
| 21:00 UTC+2 | 21:00 UTC+2  |                   |                 |                             | Grenoble Publik: 17 402 Domare: Katalin Kulcsár (Ungern) | Grenoble Publik: 17 402 Domare: Katalin Kulcsár (Ungern) |
| 21:00 UTC+2 | 21:00 UTC+2  |                   |                 |                             | Grenoble Publik: 17 402 Domare: Katalin Kulcsár (Ungern) | Grenoble Publik: 17 402 Domare: Katalin Kulcsár (Ungern) |

| 30          | 18 juni 2019 | Italien | 0 – 1           | Brasilien        | Stade du Hainaut                                            |                                                             |
| 21:00 UTC+2 | 21:00 UTC+2  |         | (0 – 0) Rapport | 74′ (str.) Marta | Valenciennes Publik: 21 669 Domare: Lucila Venegas (Mexiko) | Valenciennes Publik: 21 669 Domare: Lucila Venegas (Mexiko) |
| 21:00 UTC+2 | 21:00 UTC+2  |         |                 |                  | Valenciennes Publik: 21 669 Domare: Lucila Venegas (Mexiko) | Valenciennes Publik: 21 669 Domare: Lucila Venegas (Mexiko) |
| 21:00 UTC+2 | 21:00 UTC+2  |         |                 |                  | Valenciennes Publik: 21 669 Domare: Lucila Venegas (Mexiko) | Valenciennes Publik: 21 669 Domare: Lucila Venegas (Mexiko) |

### Grupp D
| Nr | Lag       | S | V | O | F | GM | IM | MS | P |
| -- | --------- | - | - | - | - | -- | -- | -- | - |
| 1  | England   | 3 | 3 | 0 | 0 | 5  | 1  | +4 | 9 |
| 2  | Japan     | 3 | 1 | 1 | 1 | 2  | 3  | −1 | 4 |
| 3  | Argentina | 3 | 0 | 2 | 1 | 3  | 4  | −1 | 2 |
| 4  | Skottland | 3 | 0 | 1 | 2 | 5  | 7  | −2 | 1 |

| 7           | 9 juni 2019 | England                                  | 2 – 1           | Skottland         | Allianz Riviera                                      |                                                      |
| 18:00 UTC+2 | 18:00 UTC+2 | Nikita Parris 14′ (str.) Ellen White 40′ | (2 – 0) Rapport | 79′ Claire Emslie | Nice Publik: 13 188 Domare: Jana Adámková (Tjeckien) | Nice Publik: 13 188 Domare: Jana Adámková (Tjeckien) |
| 18:00 UTC+2 | 18:00 UTC+2 |                                          |                 |                   | Nice Publik: 13 188 Domare: Jana Adámková (Tjeckien) | Nice Publik: 13 188 Domare: Jana Adámková (Tjeckien) |
| 18:00 UTC+2 | 18:00 UTC+2 |                                          |                 |                   | Nice Publik: 13 188 Domare: Jana Adámková (Tjeckien) | Nice Publik: 13 188 Domare: Jana Adámková (Tjeckien) |

| 8           | 10 juni 2019 | Argentina | 0 – 0   | Japan | Parc des Princes                                            |                                                             |
| 18:00 UTC+2 | 18:00 UTC+2  |           | Rapport |       | Paris Publik: 25 055 Domare: Stéphanie Frappart (Frankrike) | Paris Publik: 25 055 Domare: Stéphanie Frappart (Frankrike) |
| 18:00 UTC+2 | 18:00 UTC+2  |           |         |       | Paris Publik: 25 055 Domare: Stéphanie Frappart (Frankrike) | Paris Publik: 25 055 Domare: Stéphanie Frappart (Frankrike) |
| 18:00 UTC+2 | 18:00 UTC+2  |           |         |       | Paris Publik: 25 055 Domare: Stéphanie Frappart (Frankrike) | Paris Publik: 25 055 Domare: Stéphanie Frappart (Frankrike) |

| 20          | 14 juni 2019 | Japan                                       | 2 – 1           | Skottland         | Roazhon Park                                           |                                                        |
| 15:00 UTC+2 | 15:00 UTC+2  | Mana Iwabuchi 23′ Yuika Sugasawa 37′ (str.) | (2 – 0) Rapport | 88′ Lana Clelland | Rennes Publik: 13 201 Domare: Lidya Tafesse (Etiopien) | Rennes Publik: 13 201 Domare: Lidya Tafesse (Etiopien) |
| 15:00 UTC+2 | 15:00 UTC+2  |                                             |                 |                   | Rennes Publik: 13 201 Domare: Lidya Tafesse (Etiopien) | Rennes Publik: 13 201 Domare: Lidya Tafesse (Etiopien) |
| 15:00 UTC+2 | 15:00 UTC+2  |                                             |                 |                   | Rennes Publik: 13 201 Domare: Lidya Tafesse (Etiopien) | Rennes Publik: 13 201 Domare: Lidya Tafesse (Etiopien) |

| 19          | 14 juni 2019 | England          | 1 – 0           | Argentina | Stade Océane                                     |                                                  |
| 21:00 UTC+2 | 21:00 UTC+2  | Jodie Taylor 62′ | (0 – 0) Rapport |           | Le Havre Publik: 20 294 Domare: Qin Liang (Kina) | Le Havre Publik: 20 294 Domare: Qin Liang (Kina) |
| 21:00 UTC+2 | 21:00 UTC+2  |                  |                 |           | Le Havre Publik: 20 294 Domare: Qin Liang (Kina) | Le Havre Publik: 20 294 Domare: Qin Liang (Kina) |
| 21:00 UTC+2 | 21:00 UTC+2  |                  |                 |           | Le Havre Publik: 20 294 Domare: Qin Liang (Kina) | Le Havre Publik: 20 294 Domare: Qin Liang (Kina) |

| 31          | 19 juni 2019 | Japan | 0 – 2           | England              | Allianz Riviera                                         |                                                         |
| 21:00 UTC+2 | 21:00 UTC+2  |       | (0 – 1) Rapport | 14′, 84′ Ellen White | Nice Publik: 14 319 Domare: Claudia Umpiérrez (Uruguay) | Nice Publik: 14 319 Domare: Claudia Umpiérrez (Uruguay) |
| 21:00 UTC+2 | 21:00 UTC+2  |       |                 |                      | Nice Publik: 14 319 Domare: Claudia Umpiérrez (Uruguay) | Nice Publik: 14 319 Domare: Claudia Umpiérrez (Uruguay) |
| 21:00 UTC+2 | 21:00 UTC+2  |       |                 |                      | Nice Publik: 14 319 Domare: Claudia Umpiérrez (Uruguay) | Nice Publik: 14 319 Domare: Claudia Umpiérrez (Uruguay) |

| 32          | 19 juni 2019 | Skottland                                             | 3 – 3           | Argentina                                                                        | Parc des Princes                                     |                                                      |
| 21:00 UTC+2 | 21:00 UTC+2  | Kim Little 19′ Jennifer Beattie 49′ Erin Cuthbert 69′ | (1 – 0) Rapport | 74′ Milagros Menéndez 79′ (sjm.) Lee Alexander 90+4′ (str.) Florencia Bonsegundo | Paris Publik: 28 205 Domare: Ri Hyang-ok (Nordkorea) | Paris Publik: 28 205 Domare: Ri Hyang-ok (Nordkorea) |
| 21:00 UTC+2 | 21:00 UTC+2  |                                                       |                 |                                                                                  | Paris Publik: 28 205 Domare: Ri Hyang-ok (Nordkorea) | Paris Publik: 28 205 Domare: Ri Hyang-ok (Nordkorea) |
| 21:00 UTC+2 | 21:00 UTC+2  |                                                       |                 |                                                                                  | Paris Publik: 28 205 Domare: Ri Hyang-ok (Nordkorea) | Paris Publik: 28 205 Domare: Ri Hyang-ok (Nordkorea) |

### Grupp E
| Nr | Lag           | S | V | O | F | GM | IM | MS | P |
| -- | ------------- | - | - | - | - | -- | -- | -- | - |
| 1  | Nederländerna | 3 | 3 | 0 | 0 | 6  | 2  | +4 | 9 |
| 2  | Kanada        | 3 | 2 | 0 | 1 | 4  | 2  | +2 | 6 |
| 3  | Kamerun       | 3 | 1 | 0 | 2 | 3  | 5  | −2 | 3 |
| 4  | Nya Zeeland   | 3 | 0 | 0 | 3 | 1  | 5  | −4 | 0 |

| 9           | 10 juni 2019 | Kanada                | 1 – 0           | Kamerun | Stade de la Mosson                                         |                                                            |
| 21:00 UTC+2 | 21:00 UTC+2  | Kadeisha Buchanan 45′ | (1 – 0) Rapport |         | Montpellier Publik: 10 710 Domare: Ri Hyang-ok (Nordkorea) | Montpellier Publik: 10 710 Domare: Ri Hyang-ok (Nordkorea) |
| 21:00 UTC+2 | 21:00 UTC+2  |                       |                 |         | Montpellier Publik: 10 710 Domare: Ri Hyang-ok (Nordkorea) | Montpellier Publik: 10 710 Domare: Ri Hyang-ok (Nordkorea) |
| 21:00 UTC+2 | 21:00 UTC+2  |                       |                 |         | Montpellier Publik: 10 710 Domare: Ri Hyang-ok (Nordkorea) | Montpellier Publik: 10 710 Domare: Ri Hyang-ok (Nordkorea) |

| 10          | 11 juni 2019 | Nya Zeeland | 0 – 1           | Nederländerna    | Stade Océane                                                    |                                                                 |
| 15:00 UTC+2 | 15:00 UTC+2  |             | (0 – 0) Rapport | 90+2′ Jill Roord | Le Havre Publik: 10 654 Domare: Edina Alves Batista (Brasilien) | Le Havre Publik: 10 654 Domare: Edina Alves Batista (Brasilien) |
| 15:00 UTC+2 | 15:00 UTC+2  |             |                 |                  | Le Havre Publik: 10 654 Domare: Edina Alves Batista (Brasilien) | Le Havre Publik: 10 654 Domare: Edina Alves Batista (Brasilien) |
| 15:00 UTC+2 | 15:00 UTC+2  |             |                 |                  | Le Havre Publik: 10 654 Domare: Edina Alves Batista (Brasilien) | Le Havre Publik: 10 654 Domare: Edina Alves Batista (Brasilien) |

| 22          | 15 juni 2019 | Nederländerna                                      | 3 – 1           | Kamerun               | Stade du Hainaut                                               |                                                                |
| 15:00 UTC+2 | 15:00 UTC+2  | Vivianne Miedema 41′, 85′ Dominique Bloodworth 48′ | (1 – 1) Rapport | 43′ Gabrielle Onguéné | Valenciennes Publik: 22 423 Domare: Casey Reibelt (Australien) | Valenciennes Publik: 22 423 Domare: Casey Reibelt (Australien) |
| 15:00 UTC+2 | 15:00 UTC+2  |                                                    |                 |                       | Valenciennes Publik: 22 423 Domare: Casey Reibelt (Australien) | Valenciennes Publik: 22 423 Domare: Casey Reibelt (Australien) |
| 15:00 UTC+2 | 15:00 UTC+2  |                                                    |                 |                       | Valenciennes Publik: 22 423 Domare: Casey Reibelt (Australien) | Valenciennes Publik: 22 423 Domare: Casey Reibelt (Australien) |

| 21          | 15 juni 2019 | Kanada                                 | 2 – 0           | Nya Zeeland | Stade des Alpes                                           |                                                           |
| 21:00 UTC+2 | 21:00 UTC+2  | Jessie Fleming 48′ Nichelle Prince 79′ | (0 – 0) Rapport |             | Grenoble Publik: 14 856 Domare: Yoshimi Yamashita (Japan) | Grenoble Publik: 14 856 Domare: Yoshimi Yamashita (Japan) |
| 21:00 UTC+2 | 21:00 UTC+2  |                                        |                 |             | Grenoble Publik: 14 856 Domare: Yoshimi Yamashita (Japan) | Grenoble Publik: 14 856 Domare: Yoshimi Yamashita (Japan) |
| 21:00 UTC+2 | 21:00 UTC+2  |                                        |                 |             | Grenoble Publik: 14 856 Domare: Yoshimi Yamashita (Japan) | Grenoble Publik: 14 856 Domare: Yoshimi Yamashita (Japan) |

| 33          | 20 juni 2019 | Nederländerna                           | 2 – 1           | Kanada                 | Stade Auguste-Delaune                                       |                                                             |
| 18:00 UTC+2 | 18:00 UTC+2  | Anouk Dekker 54′ Lineth Beerensteyn 75′ | (0 – 0) Rapport | 60′ Christine Sinclair | Reims Publik: 19 277 Domare: Stéphanie Frappart (Frankrike) | Reims Publik: 19 277 Domare: Stéphanie Frappart (Frankrike) |
| 18:00 UTC+2 | 18:00 UTC+2  |                                         |                 |                        | Reims Publik: 19 277 Domare: Stéphanie Frappart (Frankrike) | Reims Publik: 19 277 Domare: Stéphanie Frappart (Frankrike) |
| 18:00 UTC+2 | 18:00 UTC+2  |                                         |                 |                        | Reims Publik: 19 277 Domare: Stéphanie Frappart (Frankrike) | Reims Publik: 19 277 Domare: Stéphanie Frappart (Frankrike) |

| 34          | 20 juni 2019 | Kamerun                 | 2 – 1           | Nya Zeeland              | Stade de la Mosson                                          |                                                             |
| 18:00 UTC+2 | 18:00 UTC+2  | Ajara Nchout 57′, 90+5′ | (0 – 0) Rapport | 80′ (sjm.) Aurelle Awona | Montpellier Publik: 8 009 Domare: Kateryna Monzul (Ukraina) | Montpellier Publik: 8 009 Domare: Kateryna Monzul (Ukraina) |
| 18:00 UTC+2 | 18:00 UTC+2  |                         |                 |                          | Montpellier Publik: 8 009 Domare: Kateryna Monzul (Ukraina) | Montpellier Publik: 8 009 Domare: Kateryna Monzul (Ukraina) |
| 18:00 UTC+2 | 18:00 UTC+2  |                         |                 |                          | Montpellier Publik: 8 009 Domare: Kateryna Monzul (Ukraina) | Montpellier Publik: 8 009 Domare: Kateryna Monzul (Ukraina) |

### Grupp F
| Nr | Lag      | S | V | O | F | GM | IM | MS  | P |
| -- | -------- | - | - | - | - | -- | -- | --- | - |
| 1  | USA      | 3 | 3 | 0 | 0 | 18 | 0  | +18 | 9 |
| 2  | Sverige  | 3 | 2 | 0 | 1 | 7  | 3  | +4  | 6 |
| 3  | Chile    | 3 | 1 | 0 | 2 | 2  | 5  | −3  | 3 |
| 4  | Thailand | 3 | 0 | 0 | 3 | 1  | 20 | −19 | 0 |

| 12          | 11 juni 2019 | Chile | 0 – 2           | Sverige                                   | Roazhon Park                                          |                                                       |
| 18:00 UTC+2 | 18:00 UTC+2  |       | (0 – 0) Rapport | 83′ Kosovare Asllani 90+4′ Madelen Janogy | Rennes Publik: 15 875 Domare: Lucila Venegas (Mexiko) | Rennes Publik: 15 875 Domare: Lucila Venegas (Mexiko) |
| 18:00 UTC+2 | 18:00 UTC+2  |       |                 |                                           | Rennes Publik: 15 875 Domare: Lucila Venegas (Mexiko) | Rennes Publik: 15 875 Domare: Lucila Venegas (Mexiko) |
| 18:00 UTC+2 | 18:00 UTC+2  |       |                 |                                           | Rennes Publik: 15 875 Domare: Lucila Venegas (Mexiko) | Rennes Publik: 15 875 Domare: Lucila Venegas (Mexiko) |

| 11          | 11 juni 2019 | USA | 13 – 00         | Thailand | Stade Auguste-Delaune                                    |                                                          |
| 21:00 UTC+2 | 21:00 UTC+2  | Alex Morgan 12′, 53′, 74′, 81′, 87′ Rose Lavelle 20′, 56′ Lindsey Horan 32′ Sam Mewis 50′, 54′ Megan Rapinoe 79′ Mallory Pugh 85′ Carli Lloyd 90+2′ | (3 – 0) Rapport |          | Reims Publik: 18 591 Domare: Laura Fortunato (Argentina) | Reims Publik: 18 591 Domare: Laura Fortunato (Argentina) |
| 21:00 UTC+2 | 21:00 UTC+2  | |                 |          | Reims Publik: 18 591 Domare: Laura Fortunato (Argentina) | Reims Publik: 18 591 Domare: Laura Fortunato (Argentina) |
| 21:00 UTC+2 | 21:00 UTC+2  | |                 |          | Reims Publik: 18 591 Domare: Laura Fortunato (Argentina) | Reims Publik: 18 591 Domare: Laura Fortunato (Argentina) |

| 24          | 16 juni 2019 | Sverige                                                                                                | 5 – 1           | Thailand                | Allianz Riviera                                       |                                                       |
| 15:00 UTC+2 | 15:00 UTC+2  | Linda Sembrant 6′ Kosovare Asllani 19′ Fridolina Rolfö 42′ Lina Hurtig 81′ Elin Rubensson 90+6′ (str.) | (3 – 0) Rapport | 90+1′ Kanjana Sungngoen | Nice Publik: 9 354 Domare: Salima Mukansanga (Rwanda) | Nice Publik: 9 354 Domare: Salima Mukansanga (Rwanda) |
| 15:00 UTC+2 | 15:00 UTC+2  | |                 |                         | Nice Publik: 9 354 Domare: Salima Mukansanga (Rwanda) | Nice Publik: 9 354 Domare: Salima Mukansanga (Rwanda) |
| 15:00 UTC+2 | 15:00 UTC+2  | |                 |                         | Nice Publik: 9 354 Domare: Salima Mukansanga (Rwanda) | Nice Publik: 9 354 Domare: Salima Mukansanga (Rwanda) |

| 23          | 16 juni 2019 | USA                                 | 3 – 0           | Chile | Parc des Princes                                     |                                                      |
| 18:00 UTC+2 | 18:00 UTC+2  | Carli Lloyd 11′, 35′ Julie Ertz 26′ | (3 – 0) Rapport |       | Paris Publik: 45 594 Domare: Riem Hussein (Tyskland) | Paris Publik: 45 594 Domare: Riem Hussein (Tyskland) |
| 18:00 UTC+2 | 18:00 UTC+2  |                                     |                 |       | Paris Publik: 45 594 Domare: Riem Hussein (Tyskland) | Paris Publik: 45 594 Domare: Riem Hussein (Tyskland) |
| 18:00 UTC+2 | 18:00 UTC+2  |                                     |                 |       | Paris Publik: 45 594 Domare: Riem Hussein (Tyskland) | Paris Publik: 45 594 Domare: Riem Hussein (Tyskland) |

| 35          | 20 juni 2019 | Sverige | 0 – 2           | USA                                         | Stade Océane                                                      |                                                                   |
| 21:00 UTC+2 | 21:00 UTC+2  |         | (0 – 1) Rapport | 3′ Lindsey Horan 50′ (sjm.) Jonna Andersson | Le Havre Publik: 22 418 Domare: Anastasia Pustovoitova (Ryssland) | Le Havre Publik: 22 418 Domare: Anastasia Pustovoitova (Ryssland) |
| 21:00 UTC+2 | 21:00 UTC+2  |         |                 |                                             | Le Havre Publik: 22 418 Domare: Anastasia Pustovoitova (Ryssland) | Le Havre Publik: 22 418 Domare: Anastasia Pustovoitova (Ryssland) |
| 21:00 UTC+2 | 21:00 UTC+2  |         |                 |                                             | Le Havre Publik: 22 418 Domare: Anastasia Pustovoitova (Ryssland) | Le Havre Publik: 22 418 Domare: Anastasia Pustovoitova (Ryssland) |

| 36          | 20 juni 2019 | Thailand | 0 – 2           | Chile                                               | Roazhon Park                                                    |                                                                 |
| 21:00 UTC+2 | 21:00 UTC+2  |          | (0 – 0) Rapport | 48′ (sjm.) Waraporn Boonsing 80′ María José Urrutia | Rennes Publik: 13 567 Domare: Anna-Marie Keighley (Nya Zeeland) | Rennes Publik: 13 567 Domare: Anna-Marie Keighley (Nya Zeeland) |
| 21:00 UTC+2 | 21:00 UTC+2  |          |                 |                                                     | Rennes Publik: 13 567 Domare: Anna-Marie Keighley (Nya Zeeland) | Rennes Publik: 13 567 Domare: Anna-Marie Keighley (Nya Zeeland) |
| 21:00 UTC+2 | 21:00 UTC+2  |          |                 |                                                     | Rennes Publik: 13 567 Domare: Anna-Marie Keighley (Nya Zeeland) | Rennes Publik: 13 567 Domare: Anna-Marie Keighley (Nya Zeeland) |

### Ranking av grupptreor
| Nr | Lag (grupp)   | S | V | O | F | GM | IM | MS | P |
| -- | ------------- | - | - | - | - | -- | -- | -- | - |
| 1  | Brasilien (C) | 3 | 2 | 0 | 1 | 6  | 3  | +3 | 6 |
| 2  | Kina (B)      | 3 | 1 | 1 | 1 | 1  | 1  | 0  | 4 |
| 3  | Kamerun (E)   | 3 | 1 | 0 | 2 | 3  | 5  | −2 | 3 |
| 4  | Nigeria (A)   | 3 | 1 | 0 | 2 | 2  | 4  | −2 | 3 |
| 5  | Chile (F)     | 3 | 1 | 0 | 2 | 2  | 5  | −3 | 3 |
| 6  | Argentina (D) | 3 | 0 | 2 | 1 | 3  | 4  | −1 | 2 |

## Slutspel

### Slutspelsträd
|  | Åttondelsfinaler | Åttondelsfinaler |                      |   | Kvartsfinaler | Kvartsfinaler |        |        | Semifinaler | Semifinaler |  |  | Final | Final |
|  |                  |                  |                      |   |               |               |        |        |             |             |  |  |       |       |
|  | 22 juni          |                  |                      |   |               |               |        |        |             |             |  |  |       |       |
|  |                  |                  |                      |   |               |               |        |        |             |             |  |  |       |       |
|  | Norge (str.)     | 1 (4)            |                      |   |               |               |        |        |             |             |  |  |       |       |
|  | Norge (str.)     | 1 (4)            | 27 juni              |   |               |               |        |        |             |             |  |  |       |       |
|  | Australien       | 1 (1)            |                      |   |               |               |        |        |             |             |  |  |       |       |
|  | Australien       | 1 (1)            | Norge                | 0 |               |               |        |        |             |             |  |  |       |       |
|  | 23 juni          |                  | Norge                | 0 |               |               |        |        |             |             |  |  |       |       |
|  |                  | England          | 3                    |   |               |               |        |        |             |             |  |  |       |       |
|  | England          | England          | 3                    | 3 |               |               |        |        |             |             |  |  |       |       |
|  | England          |                  | 2 juli               | 3 |               |               |        |        |             |             |  |  |       |       |
|  | Kamerun          | 0                |                      |   |               |               |        |        |             |             |  |  |       |       |
|  | Kamerun          | 0                | England              | 1 |               |               |        |        |             |             |  |  |       |       |
|  | 23 juni          |                  | England              | 1 |               |               |        |        |             |             |  |  |       |       |
|  |                  | USA              | 2                    |   |               |               |        |        |             |             |  |  |       |       |
|  | Frankrike (e.f.) | USA              | 2                    | 2 |               |               |        |        |             |             |  |  |       |       |
|  | Frankrike (e.f.) | 28 juni          |                      | 2 |               |               |        |        |             |             |  |  |       |       |
|  | Brasilien        | 1                |                      |   |               |               |        |        |             |             |  |  |       |       |
|  | Brasilien        | 1                | Frankrike            | 1 |               |               |        |        |             |             |  |  |       |       |
|  | 24 juni          |                  | Frankrike            | 1 |               |               |        |        |             |             |  |  |       |       |
|  |                  | USA              | 2                    |   |               |               |        |        |             |             |  |  |       |       |
|  | Spanien          | USA              | 2                    | 1 |               |               |        |        |             |             |  |  |       |       |
|  | Spanien          |                  | 7 juli               | 1 |               |               |        |        |             |             |  |  |       |       |
|  | USA              | 2                |                      |   |               |               |        |        |             |             |  |  |       |       |
|  | USA              | 2                | USA                  | 2 |               |               |        |        |             |             |  |  |       |       |
|  | 25 juni          |                  | USA                  | 2 |               |               |        |        |             |             |  |  |       |       |
|  |                  | Nederländerna    | 0                    |   |               |               |        |        |             |             |  |  |       |       |
|  | Italien          | Nederländerna    | 0                    | 2 |               |               |        |        |             |             |  |  |       |       |
|  | Italien          | 29 juni          |                      | 2 |               |               |        |        |             |             |  |  |       |       |
|  | Kina             | 0                |                      |   |               |               |        |        |             |             |  |  |       |       |
|  | Kina             | 0                | Italien              | 0 |               |               |        |        |             |             |  |  |       |       |
|  | 25 juni          |                  | Italien              | 0 |               |               |        |        |             |             |  |  |       |       |
|  |                  | Nederländerna    | 2                    |   |               |               |        |        |             |             |  |  |       |       |
|  | Nederländerna    | Nederländerna    | 2                    | 2 |               |               |        |        |             |             |  |  |       |       |
|  | Nederländerna    |                  | 3 juli               | 2 |               |               |        |        |             |             |  |  |       |       |
|  | Japan            | 1                |                      |   |               |               |        |        |             |             |  |  |       |       |
|  | Japan            | 1                | Nederländerna (e.f.) | 1 |               |               |        |        |             |             |  |  |       |       |
|  | 22 juni          |                  | Nederländerna (e.f.) | 1 |               |               |        |        |             |             |  |  |       |       |
|  |                  | Sverige          | 0                    |   | Bronsmatch    | Bronsmatch    |        |        |             |             |  |  |       |       |
|  | Tyskland         | Sverige          | 0                    | 3 | Bronsmatch    | Bronsmatch    |        |        |             |             |  |  |       |       |
|  | Tyskland         | 29 juni          | 29 juni              | 3 |               |               | 6 juli | 6 juli |             |             |  |  |       |       |
|  | Nigeria          | 29 juni          | 29 juni              | 0 |               |               | 6 juli | 6 juli |             |             |  |  |       |       |
|  | Nigeria          | Tyskland         | 1                    | 0 | England       | 1             |        |        |             |             |  |  |       |       |
|  | 24 juni          | Tyskland         | 1                    |   | England       | 1             |        |        |             |             |  |  |       |       |
|  |                  | Sverige          | 2                    |   | Sverige       | 2             |        |        |             |             |  |  |       |       |
|  | Sverige          | Sverige          | 2                    | 1 | Sverige       | 2             |        |        |             |             |  |  |       |       |
|  | Sverige          |                  |                      | 1 |               |               |        |        |             |             |  |  |       |       |
|  | Kanada           | 0                |                      |   |               |               |        |        |             |             |  |  |       |       |
|  | Kanada           | 0                |                      |   |               |               |        |        |             |             |  |  |       |       |

### Åttondelsfinaler
| 38          | 22 juni 2019 | Tyskland                                                    | 3 – 0           | Nigeria | Stade des Alpes                                           |                                                           |
| 17:30 UTC+2 | 17:30 UTC+2  | Alexandra Popp 20′ Sara Däbritz 27′ (str.) Lea Schüller 82′ | (2 – 0) Rapport |         | Grenoble Publik: 17 988 Domare: Yoshimi Yamashita (Japan) | Grenoble Publik: 17 988 Domare: Yoshimi Yamashita (Japan) |
| 17:30 UTC+2 | 17:30 UTC+2  |                                                             |                 |         | Grenoble Publik: 17 988 Domare: Yoshimi Yamashita (Japan) | Grenoble Publik: 17 988 Domare: Yoshimi Yamashita (Japan) |
| 17:30 UTC+2 | 17:30 UTC+2  |                                                             |                 |         | Grenoble Publik: 17 988 Domare: Yoshimi Yamashita (Japan) | Grenoble Publik: 17 988 Domare: Yoshimi Yamashita (Japan) |

| 37          | 22 juni 2019 | Norge                                                                | 0000 1 – 1 (e.fl.)         | Australien                          | Allianz Riviera                                     |                                                     |
| 21:00 UTC+2 | 21:00 UTC+2  | Isabell Herlovsen 31′                                                | (1 – 0) Rapport            | 83′ Elise Kellond-Knight            | Nice Publik: 12 229 Domare: Riem Hussein (Tyskland) | Nice Publik: 12 229 Domare: Riem Hussein (Tyskland) |
| 21:00 UTC+2 | 21:00 UTC+2  |                                                                      |                            |                                     | Nice Publik: 12 229 Domare: Riem Hussein (Tyskland) | Nice Publik: 12 229 Domare: Riem Hussein (Tyskland) |
| 21:00 UTC+2 | 21:00 UTC+2  | Caroline Graham Hansen Guro Reiten Maren Mjelde Ingrid Syrstad Engen | Straffsparksläggning 4 – 1 | Sam Kerr Emily Gielnik Steph Catley | Nice Publik: 12 229 Domare: Riem Hussein (Tyskland) | Nice Publik: 12 229 Domare: Riem Hussein (Tyskland) |

| 39          | 23 juni 2019 | England                                                 | 3 – 0           | Kamerun | Stade du Hainaut                                     |                                                      |
| 17:30 UTC+2 | 17:30 UTC+2  | Steph Houghton 14′ Ellen White 45+4′ Alex Greenwood 58′ | (2 – 0) Rapport |         | Valenciennes Publik: 20 148 Domare: Qin Liang (Kina) | Valenciennes Publik: 20 148 Domare: Qin Liang (Kina) |
| 17:30 UTC+2 | 17:30 UTC+2  |                                                         |                 |         | Valenciennes Publik: 20 148 Domare: Qin Liang (Kina) | Valenciennes Publik: 20 148 Domare: Qin Liang (Kina) |
| 17:30 UTC+2 | 17:30 UTC+2  |                                                         |                 |         | Valenciennes Publik: 20 148 Domare: Qin Liang (Kina) | Valenciennes Publik: 20 148 Domare: Qin Liang (Kina) |

| 40          | 23 juni 2019 | Frankrike                              | 0000 2 – 1 (e.fl.) | Brasilien  | Stade Océane                                                   |                                                                |
| 21:00 UTC+2 | 21:00 UTC+2  | Valérie Gauvin 52′ Amandine Henry 107′ | (0 – 0) Rapport    | 63′ Thaisa | Le Havre Publik: 23 965 Domare: Marie-Soleil Beaudoin (Kanada) | Le Havre Publik: 23 965 Domare: Marie-Soleil Beaudoin (Kanada) |
| 21:00 UTC+2 | 21:00 UTC+2  |                                        |                    |            | Le Havre Publik: 23 965 Domare: Marie-Soleil Beaudoin (Kanada) | Le Havre Publik: 23 965 Domare: Marie-Soleil Beaudoin (Kanada) |
| 21:00 UTC+2 | 21:00 UTC+2  |                                        |                    |            | Le Havre Publik: 23 965 Domare: Marie-Soleil Beaudoin (Kanada) | Le Havre Publik: 23 965 Domare: Marie-Soleil Beaudoin (Kanada) |

| 41          | 24 juni 2019 | Spanien             | 1 – 2           | USA                                 | Stade Auguste-Delaune                                 |                                                       |
| 18:00 UTC+2 | 18:00 UTC+2  | Jennifer Hermoso 9′ | (1 – 1) Rapport | 7′ (str.), 75′ (str.) Megan Rapinoe | Reims Publik: 19 633 Domare: Katalin Kulcsár (Ungern) | Reims Publik: 19 633 Domare: Katalin Kulcsár (Ungern) |
| 18:00 UTC+2 | 18:00 UTC+2  |                     |                 |                                     | Reims Publik: 19 633 Domare: Katalin Kulcsár (Ungern) | Reims Publik: 19 633 Domare: Katalin Kulcsár (Ungern) |
| 18:00 UTC+2 | 18:00 UTC+2  |                     |                 |                                     | Reims Publik: 19 633 Domare: Katalin Kulcsár (Ungern) | Reims Publik: 19 633 Domare: Katalin Kulcsár (Ungern) |

| 42          | 24 juni 2019 | Sverige                | 1 – 0           | Kanada | Parc des Princes                                        |                                                         |
| 21:00 UTC+2 | 21:00 UTC+2  | Stina Blackstenius 55′ | (0 – 0) Rapport |        | Paris Publik: 38 078 Domare: Kate Jacewicz (Australien) | Paris Publik: 38 078 Domare: Kate Jacewicz (Australien) |
| 21:00 UTC+2 | 21:00 UTC+2  |                        |                 |        | Paris Publik: 38 078 Domare: Kate Jacewicz (Australien) | Paris Publik: 38 078 Domare: Kate Jacewicz (Australien) |
| 21:00 UTC+2 | 21:00 UTC+2  |                        |                 |        | Paris Publik: 38 078 Domare: Kate Jacewicz (Australien) | Paris Publik: 38 078 Domare: Kate Jacewicz (Australien) |

| 43          | 25 juni 2019 | Italien                                 | 2 – 0           | Kina | Stade de la Mosson                                                 |                                                                    |
| 18:00 UTC+2 | 18:00 UTC+2  | Valentina Giacinti 15′ Aurora Galli 49′ | (1 – 0) Rapport |      | Montpellier Publik: 17 492 Domare: Edina Alves Batista (Brasilien) | Montpellier Publik: 17 492 Domare: Edina Alves Batista (Brasilien) |
| 18:00 UTC+2 | 18:00 UTC+2  |                                         |                 |      | Montpellier Publik: 17 492 Domare: Edina Alves Batista (Brasilien) | Montpellier Publik: 17 492 Domare: Edina Alves Batista (Brasilien) |
| 18:00 UTC+2 | 18:00 UTC+2  |                                         |                 |      | Montpellier Publik: 17 492 Domare: Edina Alves Batista (Brasilien) | Montpellier Publik: 17 492 Domare: Edina Alves Batista (Brasilien) |

| 44          | 25 juni 2019 | Nederländerna                 | 2 – 1           | Japan            | Roazhon Park                                            |                                                         |
| 21:00 UTC+2 | 21:00 UTC+2  | Lieke Martens 17′, 90′ (str.) | (1 – 1) Rapport | 43′ Yui Hasegawa | Rennes Publik: 21 076 Domare: Melissa Borjas (Honduras) | Rennes Publik: 21 076 Domare: Melissa Borjas (Honduras) |
| 21:00 UTC+2 | 21:00 UTC+2  |                               |                 |                  | Rennes Publik: 21 076 Domare: Melissa Borjas (Honduras) | Rennes Publik: 21 076 Domare: Melissa Borjas (Honduras) |
| 21:00 UTC+2 | 21:00 UTC+2  |                               |                 |                  | Rennes Publik: 21 076 Domare: Melissa Borjas (Honduras) | Rennes Publik: 21 076 Domare: Melissa Borjas (Honduras) |

### Kvartsfinaler
| 45          | 27 juni 2019 | Norge | 0 – 3           | England                                       | Stade Océane                                            |                                                         |
| 21:00 UTC+2 | 21:00 UTC+2  |       | (0 – 2) Rapport | 3′ Jill Scott 40′ Ellen White 57′ Lucy Bronze | Le Havre Publik: 21 111 Domare: Lucila Venegas (Mexiko) | Le Havre Publik: 21 111 Domare: Lucila Venegas (Mexiko) |
| 21:00 UTC+2 | 21:00 UTC+2  |       |                 |                                               | Le Havre Publik: 21 111 Domare: Lucila Venegas (Mexiko) | Le Havre Publik: 21 111 Domare: Lucila Venegas (Mexiko) |
| 21:00 UTC+2 | 21:00 UTC+2  |       |                 |                                               | Le Havre Publik: 21 111 Domare: Lucila Venegas (Mexiko) | Le Havre Publik: 21 111 Domare: Lucila Venegas (Mexiko) |

| 46          | 28 juni 2019 | Frankrike         | 1 – 2           | USA                   | Parc des Princes                                       |                                                        |
| 21:00 UTC+2 | 21:00 UTC+2  | Wendie Renard 81′ | (0 – 1) Rapport | 5′, 65′ Megan Rapinoe | Paris Publik: 45 595 Domare: Kateryna Monzul (Ukraina) | Paris Publik: 45 595 Domare: Kateryna Monzul (Ukraina) |
| 21:00 UTC+2 | 21:00 UTC+2  |                   |                 |                       | Paris Publik: 45 595 Domare: Kateryna Monzul (Ukraina) | Paris Publik: 45 595 Domare: Kateryna Monzul (Ukraina) |
| 21:00 UTC+2 | 21:00 UTC+2  |                   |                 |                       | Paris Publik: 45 595 Domare: Kateryna Monzul (Ukraina) | Paris Publik: 45 595 Domare: Kateryna Monzul (Ukraina) |

| 47          | 29 juni 2019 | Italien | 0 – 2           | Nederländerna                                   | Stade du Hainaut                                                |                                                                 |
| 15:00 UTC+2 | 15:00 UTC+2  |         | (0 – 0) Rapport | 70′ Vivianne Miedema 80′ Stefanie van der Gragt | Valenciennes Publik: 22 600 Domare: Claudia Umpiérrez (Uruguay) | Valenciennes Publik: 22 600 Domare: Claudia Umpiérrez (Uruguay) |
| 15:00 UTC+2 | 15:00 UTC+2  |         |                 |                                                 | Valenciennes Publik: 22 600 Domare: Claudia Umpiérrez (Uruguay) | Valenciennes Publik: 22 600 Domare: Claudia Umpiérrez (Uruguay) |
| 15:00 UTC+2 | 15:00 UTC+2  |         |                 |                                                 | Valenciennes Publik: 22 600 Domare: Claudia Umpiérrez (Uruguay) | Valenciennes Publik: 22 600 Domare: Claudia Umpiérrez (Uruguay) |

| 48          | 29 juni 2019 | Tyskland        | 1 – 2           | Sverige                                    | Roazhon Park                                                 |                                                              |
| 18:30 UTC+2 | 18:30 UTC+2  | Lina Magull 16′ | (1 – 1) Rapport | 22′ Sofia Jakobsson 48′ Stina Blackstenius | Rennes Publik: 25 301 Domare: Stéphanie Frappart (Frankrike) | Rennes Publik: 25 301 Domare: Stéphanie Frappart (Frankrike) |
| 18:30 UTC+2 | 18:30 UTC+2  |                 |                 |                                            | Rennes Publik: 25 301 Domare: Stéphanie Frappart (Frankrike) | Rennes Publik: 25 301 Domare: Stéphanie Frappart (Frankrike) |
| 18:30 UTC+2 | 18:30 UTC+2  |                 |                 |                                            | Rennes Publik: 25 301 Domare: Stéphanie Frappart (Frankrike) | Rennes Publik: 25 301 Domare: Stéphanie Frappart (Frankrike) |

### Semifinaler
| 49          | 2 juli 2019 | England         | 1 – 2           | USA                                | Parc Olympique Lyonnais                                                 |                                                                         |
| 21:00 UTC+2 | 21:00 UTC+2 | Ellen White 19′ | (1 – 2) Rapport | 10′ Christen Press 31′ Alex Morgan | Décines-Charpieu Publik: 53 512 Domare: Edina Alves Batista (Brasilien) | Décines-Charpieu Publik: 53 512 Domare: Edina Alves Batista (Brasilien) |
| 21:00 UTC+2 | 21:00 UTC+2 |                 |                 |                                    | Décines-Charpieu Publik: 53 512 Domare: Edina Alves Batista (Brasilien) | Décines-Charpieu Publik: 53 512 Domare: Edina Alves Batista (Brasilien) |
| 21:00 UTC+2 | 21:00 UTC+2 |                 |                 |                                    | Décines-Charpieu Publik: 53 512 Domare: Edina Alves Batista (Brasilien) | Décines-Charpieu Publik: 53 512 Domare: Edina Alves Batista (Brasilien) |

| 50          | 3 juli 2019 | Nederländerna      | 0000 1 – 0 (e.fl.) | Sverige | Parc Olympique Lyonnais                                                |                                                                        |
| 21:00 UTC+2 | 21:00 UTC+2 | Jackie Groenen 99′ | (0 – 0) Rapport    |         | Décines-Charpieu Publik: 48 452 Domare: Marie-Soleil Beaudoin (Kanada) | Décines-Charpieu Publik: 48 452 Domare: Marie-Soleil Beaudoin (Kanada) |
| 21:00 UTC+2 | 21:00 UTC+2 |                    |                    |         | Décines-Charpieu Publik: 48 452 Domare: Marie-Soleil Beaudoin (Kanada) | Décines-Charpieu Publik: 48 452 Domare: Marie-Soleil Beaudoin (Kanada) |
| 21:00 UTC+2 | 21:00 UTC+2 |                    |                    |         | Décines-Charpieu Publik: 48 452 Domare: Marie-Soleil Beaudoin (Kanada) | Décines-Charpieu Publik: 48 452 Domare: Marie-Soleil Beaudoin (Kanada) |

### Bronsmatch
| 51          | 6 juli 2019 | England        | 1 – 2           | Sverige                                  | Allianz Riviera                                               |                                                               |
| 17:00 UTC+2 | 17:00 UTC+2 | Fran Kirby 31′ | (1 – 2) Rapport | 11′ Kosovare Asllani 22′ Sofia Jakobsson | Nice Publik: 20 316 Domare: Anastasia Pustovoitova (Ryssland) | Nice Publik: 20 316 Domare: Anastasia Pustovoitova (Ryssland) |
| 17:00 UTC+2 | 17:00 UTC+2 |                |                 |                                          | Nice Publik: 20 316 Domare: Anastasia Pustovoitova (Ryssland) | Nice Publik: 20 316 Domare: Anastasia Pustovoitova (Ryssland) |
| 17:00 UTC+2 | 17:00 UTC+2 |                |                 |                                          | Nice Publik: 20 316 Domare: Anastasia Pustovoitova (Ryssland) | Nice Publik: 20 316 Domare: Anastasia Pustovoitova (Ryssland) |

### Final
| 52          | 7 juli 2019 | USA                                       | 2 – 0           | Nederländerna | Parc Olympique Lyonnais                                                |                                                                        |
| 17:00 UTC+2 | 17:00 UTC+2 | Megan Rapinoe 61′ (str.) Rose Lavelle 69′ | (0 – 1) Rapport |               | Décines-Charpieu Publik: 57 900 Domare: Stéphanie Frappart (Frankrike) | Décines-Charpieu Publik: 57 900 Domare: Stéphanie Frappart (Frankrike) |
| 17:00 UTC+2 | 17:00 UTC+2 |                                           |                 |               | Décines-Charpieu Publik: 57 900 Domare: Stéphanie Frappart (Frankrike) | Décines-Charpieu Publik: 57 900 Domare: Stéphanie Frappart (Frankrike) |
| 17:00 UTC+2 | 17:00 UTC+2 |                                           |                 |               | Décines-Charpieu Publik: 57 900 Domare: Stéphanie Frappart (Frankrike) | Décines-Charpieu Publik: 57 900 Domare: Stéphanie Frappart (Frankrike) |

## Statistik

### Målskyttar
6 mål
- Ellen White
- Alex Morgan
- Megan Rapinoe

5 mål
- Sam Kerr

4 mål
- Cristiane
- Wendie Renard

3 mål
- Aurora Galli
- Cristiana Girelli
- Vivianne Miedema
- Jennifer Hermoso
- Kosovare Asllani
- Sara Däbritz
- Rose Lavelle
- Carli Lloyd

2 mål
- Marta
- Valérie Gauvin
- Amandine Henry
- Eugénie Le Sommer
- Barbara Bonansea
- Ajara Nchout
- Lieke Martens
- Isabell Herlovsen
- Stina Blackstenius
- Sofia Jakobsson
- Lina Magull
- Alexandra Popp
- Lindsey Horan
- Sam Mewis

1 mål
- Milagros Menéndez
- Florencia Bonsegundo
- Caitlin Foord
- Elise Kellond-Knight
- Chloe Logarzo
- Thaisa
- María José Urrutia
- Lucy Bronze
- Alex Greenwood
- Steph Houghton
- Fran Kirby
- Nikita Parris
- Jill Scott
- Jodie Taylor
- Valentina Giacinti
- Havana Solaun
- Yui Hasegawa
- Mana Iwabuchi
- Yuika Sugasawa
- Gabrielle Onguéné
- Kadeisha Buchanan
- Jessie Fleming
- Nichelle Prince
- Christine Sinclair
- Li Ying
- Lineth Beerensteyn
- Dominique Bloodworth
- Anouk Dekker
- Jackie Groenen
- Jill Roord
- Stefanie van der Gragt
- Asisat Oshoala
- Caroline Graham Hansen
- Lisa-Marie Karlseng Utland
- Guro Reiten
- Lucía García
- Jennifer Beattie
- Lana Clelland
- Erin Cuthbert
- Claire Emslie
- Kim Little
- Lina Hurtig
- Madelen Janogy
- Fridolina Rolfö
- Elin Rubensson
- Linda Sembrant
- Thembi Kgatlana
- Yeo Min-ji
- Kanjana Sungngoen
- Giulia Gwinn
- Melanie Leupolz
- Lea Schüller
- Julie Ertz
- Christen Press
- Mallory Pugh

Självmål
- Mônica (mot Australien)
- Wendie Renard (mot Norge)
- Aurelle Awona (mot Nya Zeeland)
- Osinachi Ohale (mot Norge)
- Lee Alexander (mot Argentina)
- Jonna Andersson (mot USA)
- Kim Do-yeon (mot Nigeria)
- Waraporn Boonsing (mot Chile)

### Straffsparksläggning
Mål
- Steph Catley
- Ingrid Syrstad Engen
- Caroline Graham Hansen
- Maren Mjelde
- Guro Reiten

Miss
- Emily Gielnik
- Sam Kerr

### Disciplin

#### Utvisningar
1 utvisning
- Alanna Kennedy
- Millie Bright
- Ngozi Ebere
- Nothando Vilakazi

#### Varningar
3 varningar
- Formiga

2 varningar
- Kathellen
- Jade Moore
- Valentina Cernoia
- Konya Plummer
- Alexandra Takounda
- Kadeisha Buchanan
- Sherida Spitse
- Rita Chikwelu
- Desire Oparanozie
- Fridolina Rolfö
- Taneekarn Dangda
- Lindsey Horan

1 varning
- Agustina Barroso
- Aldana Cometti
- Mariana Larroquette
- Lisa De Vanna
- Emily van Egmond
- Andressa
- Beatriz
- Daiane
- Luana
- Leticia Santos
- Tamires
- Su Helen Galaz
- Carla Guerrero
- Yessenia Huenteo
- Francisca Lara
- Yessenia Lopez
- Nikita Parris
- Élise Bussaglia
- Valérie Gauvin
- Eugénie Le Sommer
- Griedge Mbock Bathy
- Wendie Renard
- Elisa Bartoli
- Sara Gama
- Cristiana Girelli
- Alia Guagni
- Elena Linari
- Daniela Sabatino
- Sydney Schneider
- Khadija Shaw
- Mana Iwabuchi
- Saki Kumagai
- Aya Sameshima
- Risa Shimizu
- Hina Sugita
- Gaëlle Enganamouit
- Raissa Feudjio
- Yvonne Leuko
- Christine Manie
- Genevieve Ngo Mbeleck
- Marlyse Ngo Ndoumbouk
- Rebecca Quinn
- Liu Shanshan
- Wang Shanshan
- Wang Shuang
- Li Wen
- Yang Li
- Anouk Dekker
- Jill Roord
- Daniëlle van de Donk
- Stefanie van der Gragt
- Rasheedat Ajibade
- Chiamaka Nnadozie
- Evelyn Nwabuoko
- Francisca Ordega
- Ingrid Syrstad Engen
- Kristine Minde
- Vilde Bøe Risa
- Maria Thorisdottir
- Lisa-Marie Karlseng Utland
- Anna Green
- Lee Alexander
- Jennifer Beattie
- Rachel Corsie
- Erin Cuthbert
- Nicola Docherty
- Caroline Weir
- Marta Corredera
- Irene Paredes
- Kosovare Asllani
- Magdalena Eriksson
- Sofia Jakobsson
- Hedvig Lindahl
- Julia Zigiotti Olme
- Kholosa Biyana
- Noko Matlou
- Rhola Mulaudzi
- Lebohang Ramalepe
- Janine van Wyk
- Nothando Vilakazi
- Hwang Boram
- Yeo Min-ji
- So-Hyun Cho
- Ji So-yun
- Waraporn Boonsing
- Natthakarn Chinwong
- Pitsamai Sornsai
- Svenja Huth
- Lina Magull
- Lena Oberdorf
- Alexandra Popp
- Verena Schweers
- Abby Dahlkemper
- Allie Long
- Kelley O'Hara
- Megan Rapinoe
- Becky Sauerbrunn

## Sammanställning
| Nation                     | S | V | O | F | GM | IM | MS  | P  |
| -------------------------- | - | - | - | - | -- | -- | --- | -- |
| USA                        | 7 | 7 | 0 | 0 | 26 | 3  | +23 | 21 |
| Nederländerna              | 7 | 6 | 0 | 1 | 11 | 5  | +6  | 18 |
| Sverige                    | 7 | 5 | 0 | 2 | 12 | 6  | +6  | 15 |
| England ( Storbritannien ) | 7 | 5 | 0 | 2 | 13 | 5  | +8  | 15 |
| Tyskland                   | 5 | 4 | 0 | 1 | 10 | 2  | +8  | 12 |
| Frankrike                  | 5 | 3 | 1 | 1 | 9  | 4  | +5  | 10 |
| Italien                    | 5 | 3 | 0 | 2 | 9  | 4  | +5  | 9  |
| Norge                      | 5 | 2 | 1 | 2 | 7  | 7  | 0   | 7  |
| Australien                 | 4 | 2 | 1 | 1 | 9  | 6  | +3  | 7  |
| Brasilien                  | 4 | 2 | 1 | 1 | 7  | 4  | +3  | 7  |
| Kanada                     | 4 | 2 | 0 | 2 | 4  | 3  | +1  | 6  |
| Spanien                    | 4 | 1 | 1 | 2 | 4  | 4  | 0   | 4  |
| Japan                      | 4 | 1 | 1 | 2 | 3  | 5  | −2  | 4  |
| Kina                       | 4 | 1 | 1 | 2 | 1  | 3  | −2  | 4  |
| Kamerun                    | 4 | 1 | 0 | 3 | 3  | 8  | −5  | 3  |
| Nigeria                    | 4 | 1 | 0 | 3 | 2  | 7  | −5  | 3  |
| Chile                      | 3 | 1 | 0 | 2 | 2  | 5  | −3  | 3  |
| Argentina                  | 3 | 0 | 2 | 1 | 3  | 4  | −1  | 2  |
| Skottland                  | 3 | 0 | 1 | 2 | 5  | 7  | −2  | 1  |
| Nya Zeeland                | 3 | 0 | 0 | 3 | 1  | 5  | −4  | 0  |
| Sydkorea                   | 3 | 0 | 0 | 3 | 1  | 8  | −7  | 0  |
| Sydafrika                  | 3 | 0 | 0 | 3 | 1  | 8  | −7  | 0  |
| Jamaica                    | 3 | 0 | 0 | 3 | 1  | 12 | −11 | 0  |
| Thailand                   | 3 | 0 | 0 | 3 | 1  | 20 | −19 | 0  |

## Anmärkningslista
1. ↑  Per den 29 mars 2019.